# خاویر بالستروس
خاویر بالستروس (انگلیسی: Javier Ballesteros؛ زادهٔ ۲۱ اوت ۱۹۸۴) بازیکن فوتبال اهل اسپانیا است.
از باشگاه‌هایی که در آن بازی کرده‌است می‌توان به باشگاه فوتبال لوگو، باشگاه فوتبال زامورا، باشگاه فوتبال ایبار، باشگاه فوتبال لگانس، و باشگاه فوتبال اتلتیکو مادرید بی اشاره کرد.